# Szőnyi Ferenc (triatlonista)
Szőnyi Ferenc (Komárom, 1964. augusztus 25. –) magyar triatlonista, ultrafutó, ironman, összetett ultratriatlon világbajnok.

## Pályafutása
Amatőr magyar triatlonista, hosszútávfutó, hossztávkerékpározó, vasember.
Az IUTA (International Ultra Triathlon Association) által szervezett 2009-es Monterrey-beli (Mexikó) Deca Iron Triathlon verseny első helyezettje, és egyben a verseny új rekordjának felállítója (114 óra 59 perc).
Szőnyi Ferenc a 40-es éveihez közeledvén tette meg első lépéseit a sport területén, hamar rájött, hogy főleg hosszútávfutásban, és hosszabb kerékpár távokon tud jól teljesíteni. Ennek okán triatlonozásba kezdett, azon belül is a vasemberek közé kívánt bekerülni. 2007 a szárnybontogatás éve volt. Az első dupla ironman versenyén, 2008-ban szinte még ismeretlen volt a hazai versenyzők között is, ám nem csak itt szerepelt várakozásokon felül (4. helyezett Bonyhádon), hanem a sportág megdöbbenésére még ebben az évben harmadikként ért célba a Mexikóban megrendezésre kerülő 10-szeres ironman versenyen, ahol egyben kellett teljesíteni a távokat. A következő évben a hazai sikerek után több külföldi ironman versenyen is dobogó közelbe került, majd Mexikóba visszatérvén megnyerte a versenyt, a megszerzett pontok segítségével nem csak rekorddöntő lett, hanem világbajnok is egyben.

## Főbb eredményei
| Év   | Verseny típusa              | Verseny neve/helye                                                             | helyezés/táv/idő                                                                  | Információ, extra. Forrás: racemachine.blog.hu |
| ---- | --------------------------- | ------------------------------------------------------------------------------ | --------------------------------------------------------------------------------- | --- |
| 2007 | Ultramarathon               | Bécs-Budapest Ultramarathon                                                    |                                                                                   | 223 km , 23 óra |
| 2008 | Dupla Ironman (2 IM)        | Bonyhád                                                                        | 4. hely                                                                           | 27 óra, első ironman alkalom |
| 2008 | Deca Ironman (10 IM)        | Mexico                                                                         | 3. hely                                                                           | 222óra17perc |
| 2008 | Marathon                    | Budapest Marathon                                                              |                                                                                   | 3 óra |
| 2008 | Országos Bajnokság          | Kisbér OB                                                                      |                                                                                   | 100 km 9 órán belül |
| 2008 | 24 órás futás               | Sárvár                                                                         | 2. hely                                                                           | 219 km |
| 2008 | UltraBalaton kerékpár       | Ultrabalaton                                                                   |                                                                                   | 206 km 5óra 38 perc |
| 2009 | Szupermarathon              | Bécs-Budapest Szupermarathon                                                   |                                                                                   | 33 órán belül |
| 2009 | Dupla Ironman (2 IM)        | Bonyhád                                                                        | 6. hely                                                                           | emlékezetes |
| 2009 | Tripla Ironman (3 IM)       | Lensahn                                                                        | 4. hely                                                                           | cikk |
| 2009 | Dupla Ironman (2 IM)        | Szlovénia                                                                      | 8. hely                                                                           | cikk |
| 2009 | Deca Ironman (10 IM)        | Mexico                                                                         | 1. hely                                                                           | győztes+ világbajnok + rekorddöntés + terepsport |
| 2009 | Spartathlon                 | Spartathlon                                                                    | 76. helyt                                                                         | cikk |
| 2009 | Országos Bajnokság          | Nagyatádi OB                                                                   |                                                                                   | 10 óra 20 perc |
| 2010 | 24 órás futás               | Sárvár                                                                         | 1. hely                                                                           | cikk |
| 2010 | Race Across Amerika         | 3000 mérföld                                                                   | 9. hely                                                                           | cikk |
| 2010 | Dupla Ironman (2 IM)        | Bonyhád                                                                        | 6. hely                                                                           | 5 nappal a RAAM befejezése után |
| 2010 | Double Deca Ironman (20 IM) | Mexico                                                                         | 1. hely                                                                           | Magyar győztes!/ + terepsport.hu |
| 2011 | 24 órás kerékpárverseny     | Le Mans                                                                        | 4. hely (757,48 km)                                                               | |
| 2011 | Spartathlon                 | Görögország                                                                    | 26. hely (31:38:58)                                                               | |
| 2011 | Dupla Ironman (2 IM)        | ENDUROMAN ultratriatlon világkupa / Lanzarotte                                 | 12. hely (31:49:07)                                                               | terepsport |
| 2012 | Race Across America         | 3000 mérföld                                                                   | (10 nap, 8 óra)14.hely                                                            | A különleges stringbike-al teljesítette a távot |
| 2013 | V4- 540 km                  | Kerékpár verseny Budapest-Krakkó                                               |                                                                                   | |
| 2013 | Tour de pelso               | Balaton 200 km                                                                 | 5.08                                                                              | |
| 2013 | Ironman                     | Nagyatád                                                                       | 10.20                                                                             | |
| 2013 | 24 óra kerékpár             | Kiskunlacháza                                                                  | 708 km                                                                            | |
| 2013 | Tripla Deca (30 IM)         | Triple Deca Ironman/Olaszország - Lombardia                                    | 2. hely (358:35:58)                                                               | A világon elsőként megrendezett, 30 ironman-es versenyen állt rajthoz a komáromi vasember, Szőnyi Ferenc és a győri Rokob József (1. hely 356:33:17). A versenyzők harminc napon át minden nap teljesítenek egy Ironman triatlon távot, tehát 3,8 kilométer úszást, 180 kilométer kerékpározást és 42 kilométer futást. |
| 2014 | Milano-Sanremo              | 283 km futóverseny                                                             | 33:20. 2.hely                                                                     | 2014. Milano sanremo 283 km. 33 hrs 20 perc 2.hely. |
| 2014 | Tripla IronMan              | Lensahn                                                                        | 39:41                                                                             | Új magyar rekord |
| 2014 | Spartathlon                 | 246 km futóverseny                                                             | 31:03                                                                             | |
| 2015 | Himalaya                    | 333 km, India                                                                  | 66:21,                                                                            | Első teljesítők között a világon |
| 2015 | 6 napos futás               | Florida Ikarus                                                                 | 561 km                                                                            | |
| 2016 | 120 km                      | Extrem Burgerland                                                              | 12:41                                                                             | |
| 2016 | 100 mérföld                 | GWINNT ultra Poland                                                            |                                                                                   | |
| 2016 | 230 km                      | Peru Jungel Ultra Archiválva 2019. december 9-i dátummal a Wayback Machine-ben |                                                                                   | |
| 2017 | Hell Ultra Running          | Himalája                                                                       | 1. hely (113:13:29)                                                               | 480 km |
| 2017 | Spartan Object Races        | Iceland 24 hours                                                               | finished                                                                          | |
| 2017 | Deca Ironman (10 IM)        | Svájc                                                                          | 1. hely (215:17:45)                                                               | terepsport |
| 2018 | Argentina                   | 200 km terepfutóverseny                                                        |                                                                                   | |
| 2018 | Isztria                     | 100 mls terep futó verseny                                                     |                                                                                   | |
| 2018 | Olimpian races Gr           | 180 km terepfutó verseny                                                       |                                                                                   | |
| 2018 | Hell race                   | 480 km terepfutó verseny                                                       | 1.hely                                                                            | |
| 2018 | 5x IronMan                  | Svájc                                                                          | 1.hely                                                                            | |
| 2018 | DECAMAN USA                 | USA New Orleans                                                                | 1. hely (222:10:51)                                                               | Decaman + https://web.archive.org/web/20181116001045/http://www.usaultratri.com/Results/Decaman.htm |
| 2019 | IsraelMan                   | Ironman                                                                        | korcs. 2.hely                                                                     | |
| 2019 | El Camino 780 km            | zarándokút futva teljesítve                                                    | egyesületi társaival Archiválva 2019. december 9-i dátummal a Wayback Machine-ben | |
| 2019 | Dupla IronMan               | Florida, USA                                                                   | 4.hely                                                                            | |
| 2019 | 5x IronMan                  | BadBlumau                                                                      | 6.hely Archiválva 2019. december 9-i dátummal a Wayback Machine-ben               | |
| 2019 | 5x IronMan                  | Svájc                                                                          | 3.hely                                                                            | |
| 2019 | 20x IronMan                 | Leon, Mexiko                                                                   | 2.hely                                                                            | a világon elsőként teljesítette 2x ezt a távot |

A 2009-es Mexikói 10-szeres Ironman alkalmával megdöntötte a világrekordot is: 115 órára javította a korábbi rekordot.
A verseny során a klasszikus Ironman táv tízszeresét kellett teljesíteniük: egymás után 10 ironman távot 10 nap alatt. Összesen úsztak 38 km-t, kerekeztek 1800 km-t, és lefutottak 422 km-t a vasemberek.
Továbbá a nevéhez fűződik egy korábbi kerékpáros rekord is: 2000-ben megdöntötte a 24 órás, és az 1000 km-es kerékpározás rekordját is: 24 óra alatt 721 km-t tekert, illetve 34 óra alatt teljesítette az 1000 km-t.
Különleges, hogy kétszer teljesítette az egyik leghosszabb, legnehezebb szárazföldi versenyt, a Spartathlont (245,3 km), és az egyik leghosszabb kerékpáros versenyt is, a Race Across America-t (4800 km).
A hétköznapokban építési vállalkozóként dolgozik, 4 gyermek édesapja.

## Díjai, elismerései
- A Magyar Érdemrend lovagkeresztje (2018)[4]

## Külső hivatkozások
- Racemachine.blog.hu Szőnyi Ferenc blogja
- Riport Szőnyi Ferenccel (angolul)
- Belekötöttek, 757 kilométert bringázott
- Ultramaratoni eredményei a Deutsche Ultramarathon Vereinigung statisztikai honlapján